# Río Tjach
El río Tjach (del ruso: Тхач) es un río del krai de Krasnodar, en Rusia, afluente por la izquierda del río Acheshbok, que lo es del Bugunzh, tributario del Jodz, que vierte sus aguas en el Labá, de la cuenca hidrográfica del Kubán.

## Curso
Tiene una longitud de 13 km y una cuenca de 36 km². Es un río de montaña que discurre en dirección nordeste y luego sudeste. No atraviesa ningún núcleo de población. Desemboca en el Acheshbok a 4 km de su desembocadura.